# Dorothy Hale
Dorothy Hale, nata Dorothy Donovan (Pittsburgh, 11 gennaio 1905 – New York, 21 ottobre 1938), è stata un'attrice statunitense.
Appartenente all'alta società, fu protagonista di un famoso suicidio, gettandosi da un grattacielo.

## Biografia
Nata con il nome di Dorothy Donovan, a sei anni fu mandata in convento, ma ben presto ne uscì e frequentò una scuola di recitazione, fino a debuttare in teatro nello spettacolo Lady, Be Good, dove faceva parte del coro. 
In età adulta entrò nell'alta società con tutti i suoi lussi molto più per la sua rimarcabile bellezza che non per i suoi talenti artistici; sposò infatti il milionario finanziere Gaillard Thomas, figlio del facoltoso ginecologo Theodore Gaillard Thomas, ma le nozze furono molto brevi.
Nel 1927 portò all'altare il ricco pittore Gardiner Hale, che morì però soli quattro anni più tardi. Questo evento, seguito da numerose relazioni infruttuose, la lasciarono finanziariamente completamente dipendente dai suoi ricchi amici.
Infatti la sua carriera cinematografica non era stata particolarmente brillante: durante la sua vita recitò solamente in due film, ma aveva ottenuto queste parti solamente grazie agli appigli che il marito vantava nel mondo del cinema. Parimenti nel 1935 aveva recitato nello spettacolo di Broadway Abide By Me grazie alla sua amica, e produttrice della commedia, Clare Boothe Luce.
L'artista Frida Kahlo ha raffigurato la sua morte nel dipinto chiamato appunto Il suicidio di Dorothy Hale.

## Filmografia
- La grande Caterina (The Rise of Catherine the Great), regia di Paul Czinner (1934)